# Josep Solà i Escofet
Josep Solà i Escofet (Badalona, 1891-1914) va ser un metge i escriptor català.
Fill de Baldomer Solà i Seriol i germà de l'economista i sociòleg Lluís Solà i Escofet. Com el seu germà, va formar part i va ser el fundador de l'Acadèmia Científica i Literària del Círcol Catòlic de Badalona. D'altra banda, també es va dedicar a la tasca com a escriptor, no obstant no va publicar res en vida, sinó que la seva obra literària, que va ser conreada tant en vers com en prosa, va ser recollida pel seu pare de forma pòstuma al volum anomenat Roses blanques, i només en part en una altra obra coneguda com a Lectura Popular. Va morir el 1914 als 23 anys, quan acabava de finalitzar els estudis de medicina.